# Sourena Parhizkar
Sourena Parhizkar (en persan : سورنا پرهیزکار), né en avril 1980 dans le nord de l'Iran, est un artiste franco-iranien. Son travail explore la relation entre l'humanité et la nature à travers l'utilisation de matériaux organiques, notamment la terre. Il vit en France depuis 2010.

## Biographie
Sourena Parhizkar est né et a grandi dans le Māzandarān, une région montagneuse et boisée du nord de l'Iran. Il entreprend des études en arts à l'Université des Arts de Téhéran, où il obtient une licence en peinture en 2009. En 2010, Parhizkar s'installe en France et obtient un master en arts plastiques à l'université de Strasbourg.
En Iran, Sourena Parhizkar s’intéresse à la représentation de l'architecture traditionnelle iranienne, qu’il figure de manière abstraite.
Depuis son installation en France, son approche artistique évolue : la terre devient son matériau de prédilection, qui, selon lui, symbolise son lien physique et émotionnel avec sa terre d'adoption.
Sourena Parhizkar explore le paysage en tant que témoin de l'état du monde, soulignant l'interdépendance entre l'homme et la nature et les conséquences de l'impact humain sur l'environnement. Il met en lumière la fragilité de cet équilibre, notamment à travers des motifs comme les craquelures et les coulures, symbolisant les incidents ou accidents dans la nature et l'équilibre rompu. Pour Parhizkar, le paysage n'est pas qu'une simple représentation visuelle, mais une métaphore des enjeux environnementaux et des dangers menaçant l'humanité à cause de l'exploitation de la nature.
En 2015, Parhizkar s’installe à Paris. Son travail évolue, intègre progressivement des couleurs plus vives, suggérant un message d'espoir.
Durant l'hiver 2017, il est l'invité de l'émission culturelle, diffusée par la chaîne de télévision iranienne GEM TV, basée à Londres. Parhizkar y évoque son évolution artistique, ses techniques, et ses sources d’inspiration : l’artiste se dit inspiré par l'expressionnisme abstrait.
Son travail est marqué par l’influence d’Alberto Burri, Anselm Kiefer, Jean Fautrier ou encore Otto Dix. Ces artistes ont en commun l’exploration de thèmes similaires ou l’emploi de techniques de peinture privilégiant la matière. L’œuvre de Pierre Soulages marque aussi le travail de Parhizkar, notamment la réflexion autour de la texture du noir.
Les paysages sauvages de sa région d’origine sont une source d'inspiration constante dans son œuvre, en particulier dans sa série de dessins Black Forest,.
Dans ses œuvres, Parhizkar représente fréquemment la nature à travers le motif de l’arbre et l'humanité par la figure de la femme. Cette perspective reflète sa vision personnelle du monde, transcendant les frontières culturelles.

## Technique et texture

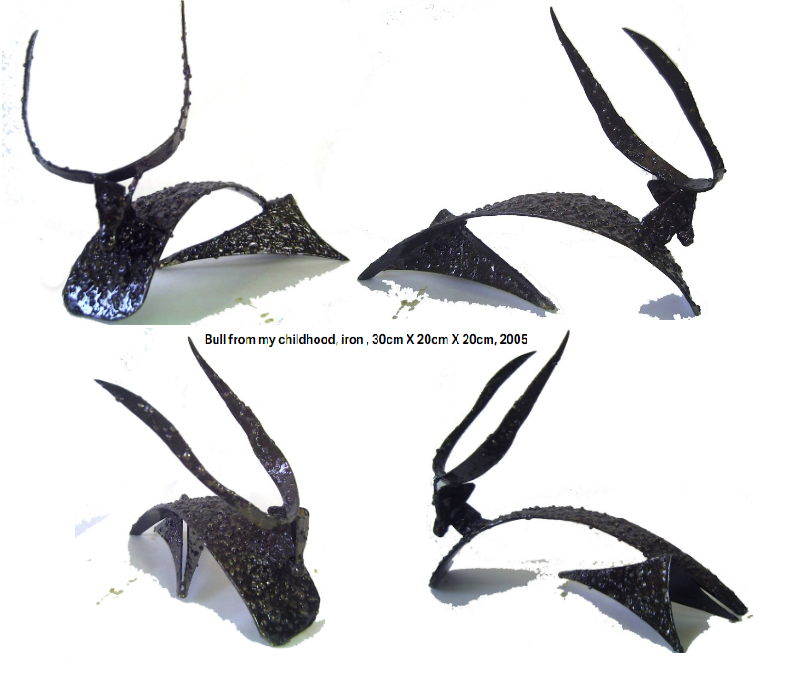
Sculpture « Taureau » de la série « Mon Enfance », réalisée en fer.

Sourena Parhizkar crée de l'art abstrait sans narration, cherchant à transmettre sa vision du monde à travers l'abstraction, en utilisant principalement des matériaux organiques. Il décrit un univers post-catastrophique, où la matière organique semble carbonisée, représentée par des textures brutes et des contrastes prononcés avec l’utilisation du noir. Le résultat de cette approche est illustré dans sa série Terra Mater.
Ce qui distingue l'œuvre de Parhizkar, ce sont les textures distinctes et très contrastées de ses toiles. Les reliefs et fissures sont caractéristiques de son travail.
L'artiste puise son inspiration dans les événements naturels. Il incorpore des textures brutes qui rappellent la terre, l'eau, les volcans, les déserts ou des lacs asséchés.
Sourena Parhizkar est également sculpteur.

## Reconnaissance dans les dictionnaires d'art
Sourena Parhizkar est répertorié dans Artfabetic, le premier dictionnaire consacré aux artistes visuels contemporains, où il est cité en tant que peintre, sculpteur et dessinateur, avec une préférence pour l'abstraction et l'expressionnisme abstrait.

## Dernières expositions
- 2024 : Exposition personnelle L'ici et l'ailleurs du présage à La Minoterie, Nay, France[14].
- 2024 : Invité d'honneur au Festival Strass'Iran à Strasbourg, avec l'exposition De la terre[15]."
- 2017 : Artiste d'honneur à l'éxposition Rêve 2017 au Salon ArtCité[16], Fontenay-sous-Bois.
- 2017 : 5e Festival Art for Peace[17], Téhéran.
- 2017 : Exposition "Environ Recité" à la Galerie Mojdeh[18], Téhéran.
- 2017 : Participation[19] au Salon des artistes français, Grand Palais, Paris.
- 2016 : Participation au Salon des réalités nouvelles, Parc Floral, Paris[20].
- 2016 : Exposition personnelle Black Forest à Bordeaux, incluant un dessin mural de 36 m²[21].
- 2011 : Symposium à la Galerie LTMH[22], New York.

## Presse
« Minoterie de Nay : les couleurs de l’espoir », La République des Pyrénées,‎ 19 juin 2024 (lire en ligne)* 

## Collections
- Musée d'Art contemporain de Téhéran[2]
- Fondation Roudaki[23],[2]

## Prix et récompenses
- 2017 : Prix ArtCité[16]au Salon des réalités nouvelles, Parc floral, Paris.